# 多明我会修道院 (捷克布杰约维采)

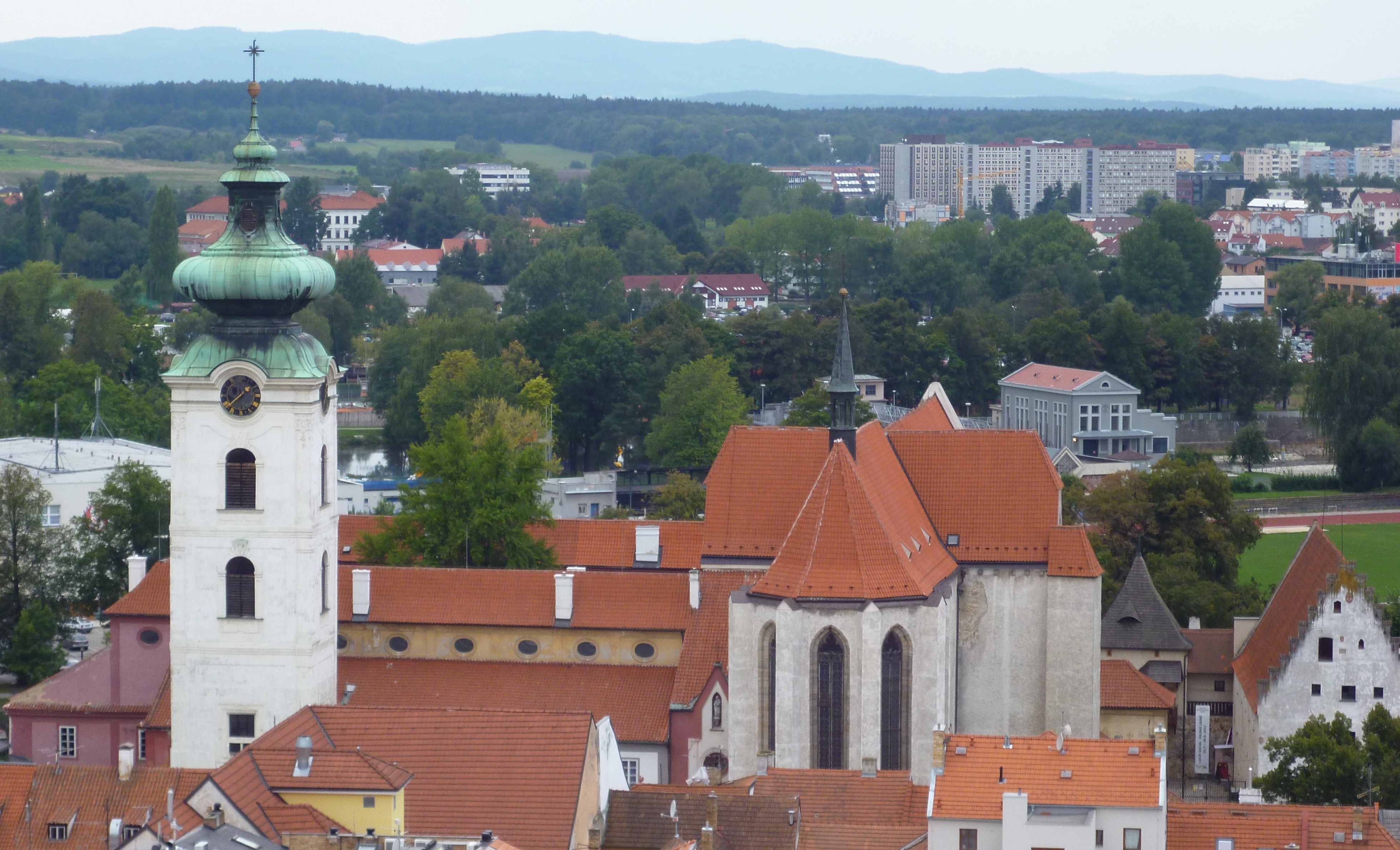
多明我会修道院

多明我会修道院是捷克布杰约维采最古老的哥特式建筑。它位于古城区西南部的学校神职修士会广场。如今，修道院是捷克文化遗产，艺术学校设此。

## 历史
捷克布杰约维采的多明我会修道院为哥特式风格，保存良好，与城市同时创建，可能是捷克布杰约维采的第一座城市建筑。该城市由波西米亚国王普热米斯尔·奥托卡二世创建于1265年，并被列为皇家城镇。修道院大概是几年前由同一个国王创立的。该修道院是当时城镇防御工事的一部分。修道院从·一开始属于多明我会。回廊和圣母堂是早期哥特式建筑的遗迹。整个修道院建筑群可能完成于14世纪初。
该修道院在历史上曾多次因火灾而重建。1723年的大火摧毁了修道院建筑。约瑟夫二世皇帝在1785年废除了修道院。学校神职修士会接管后设立了宿舍。1885年他们被贖世主會取代，后者重建了新哥特式风格的修道院，直到1949年共产党夺取政权后离开。
在共产党统治时期，这里改为学校。现在，教堂属于捷克布杰约维采教区。

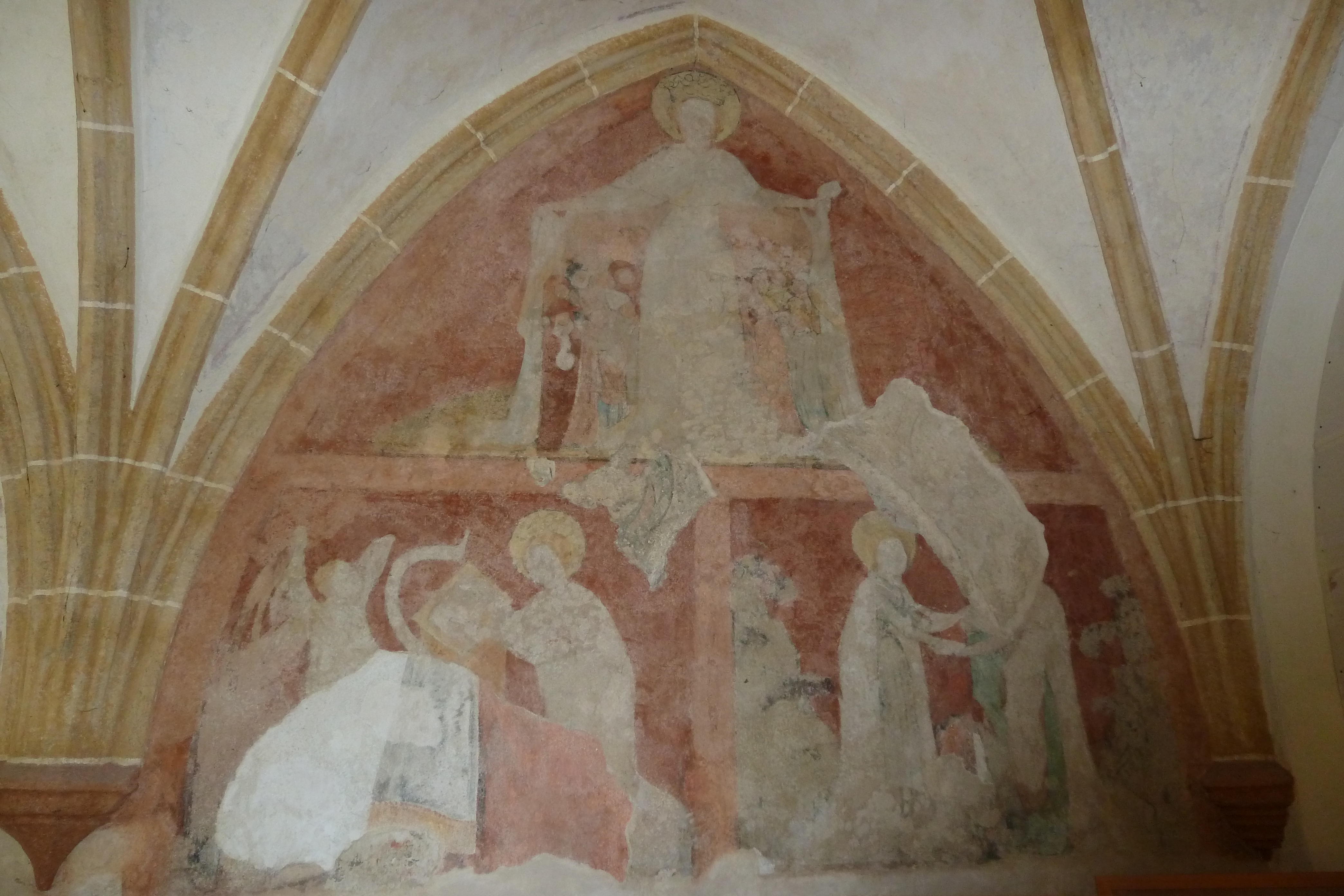
壁画圣母

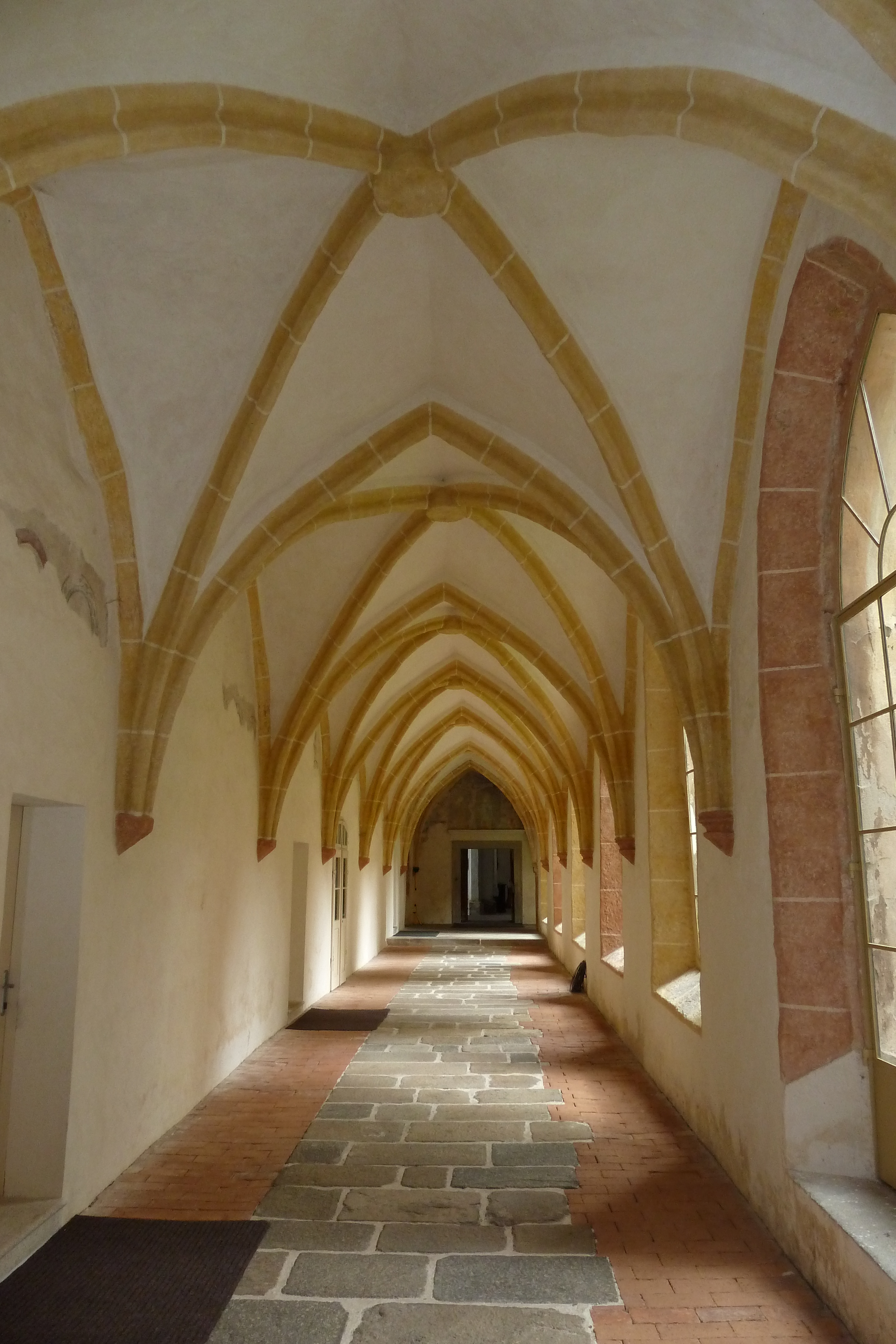
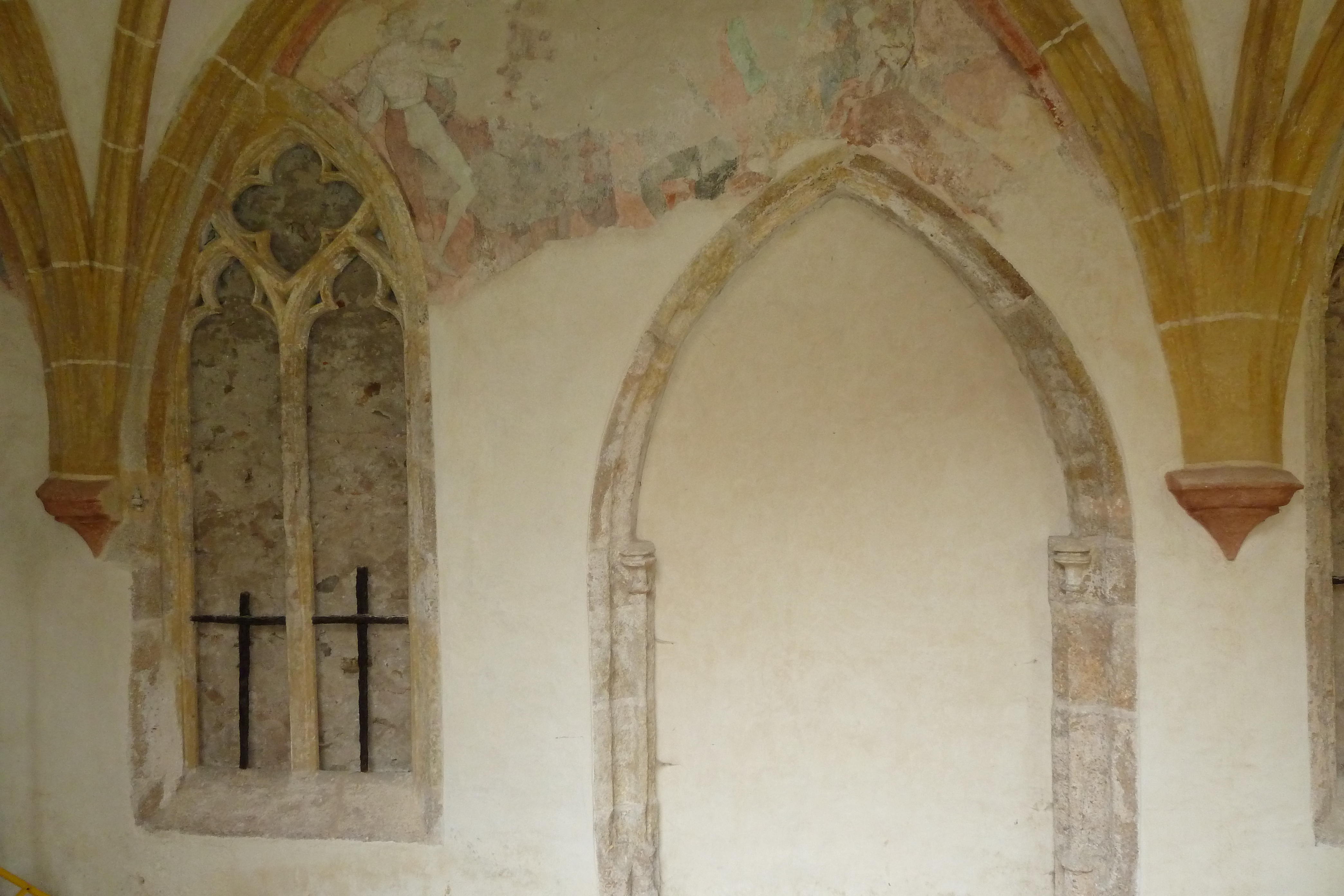
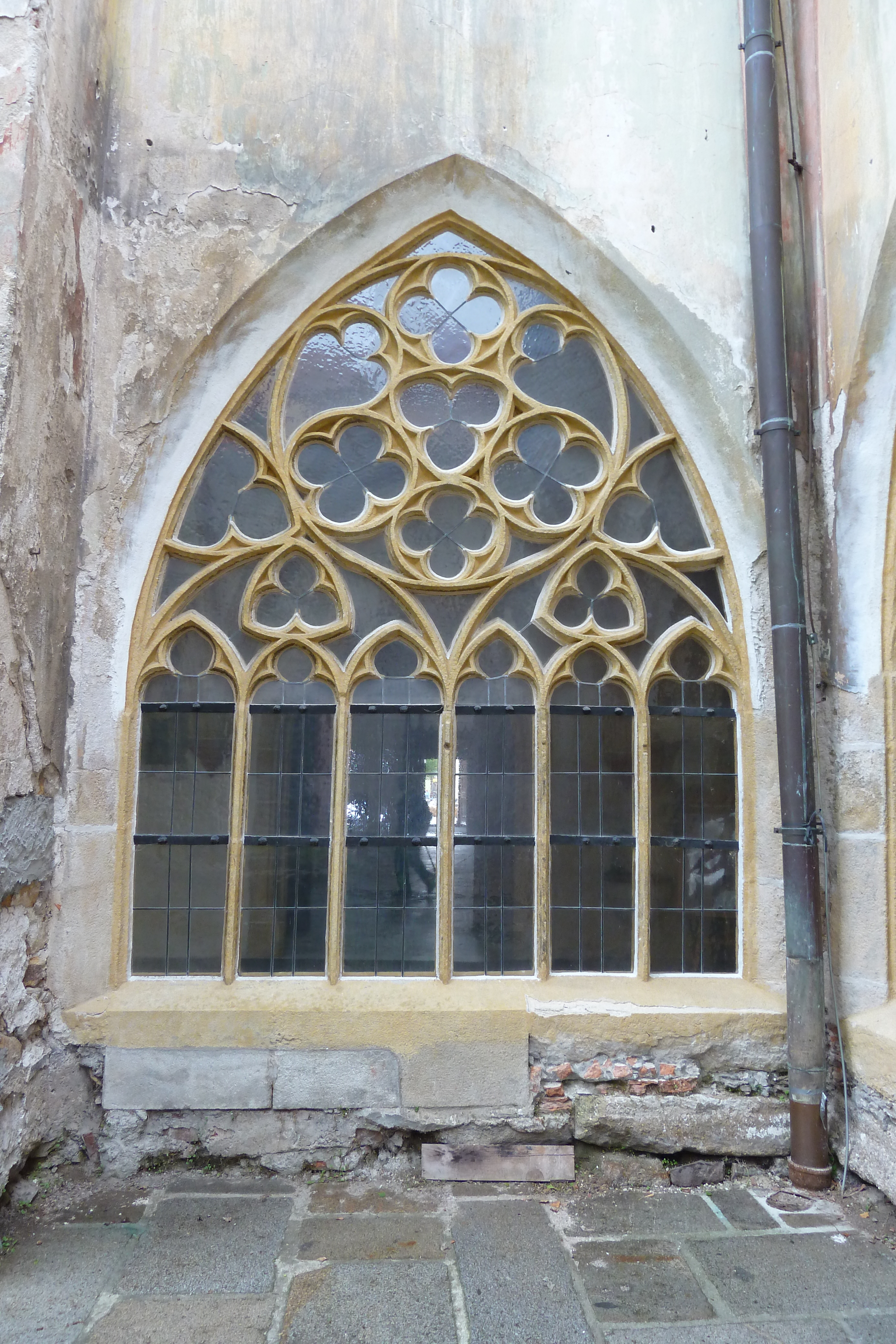
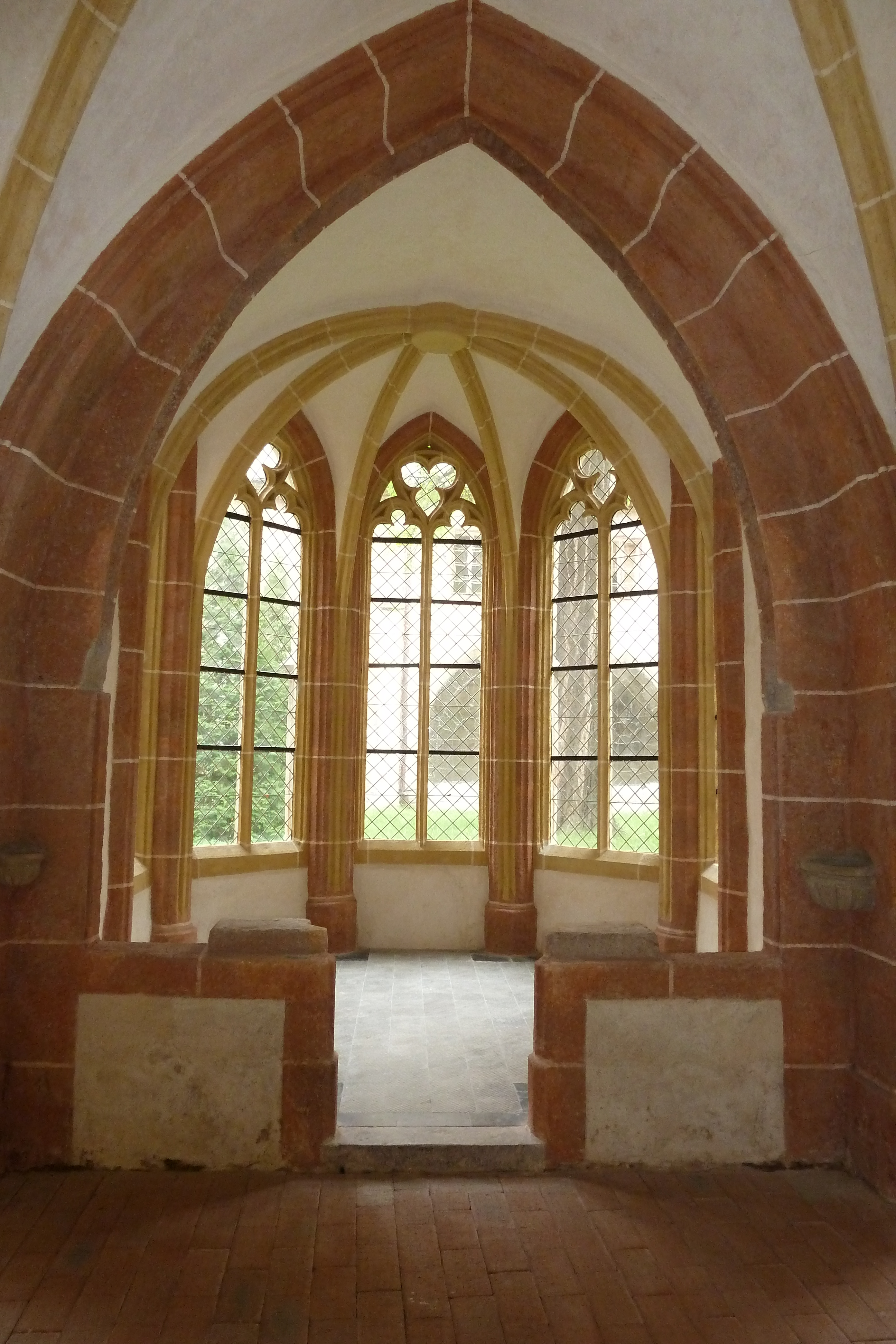
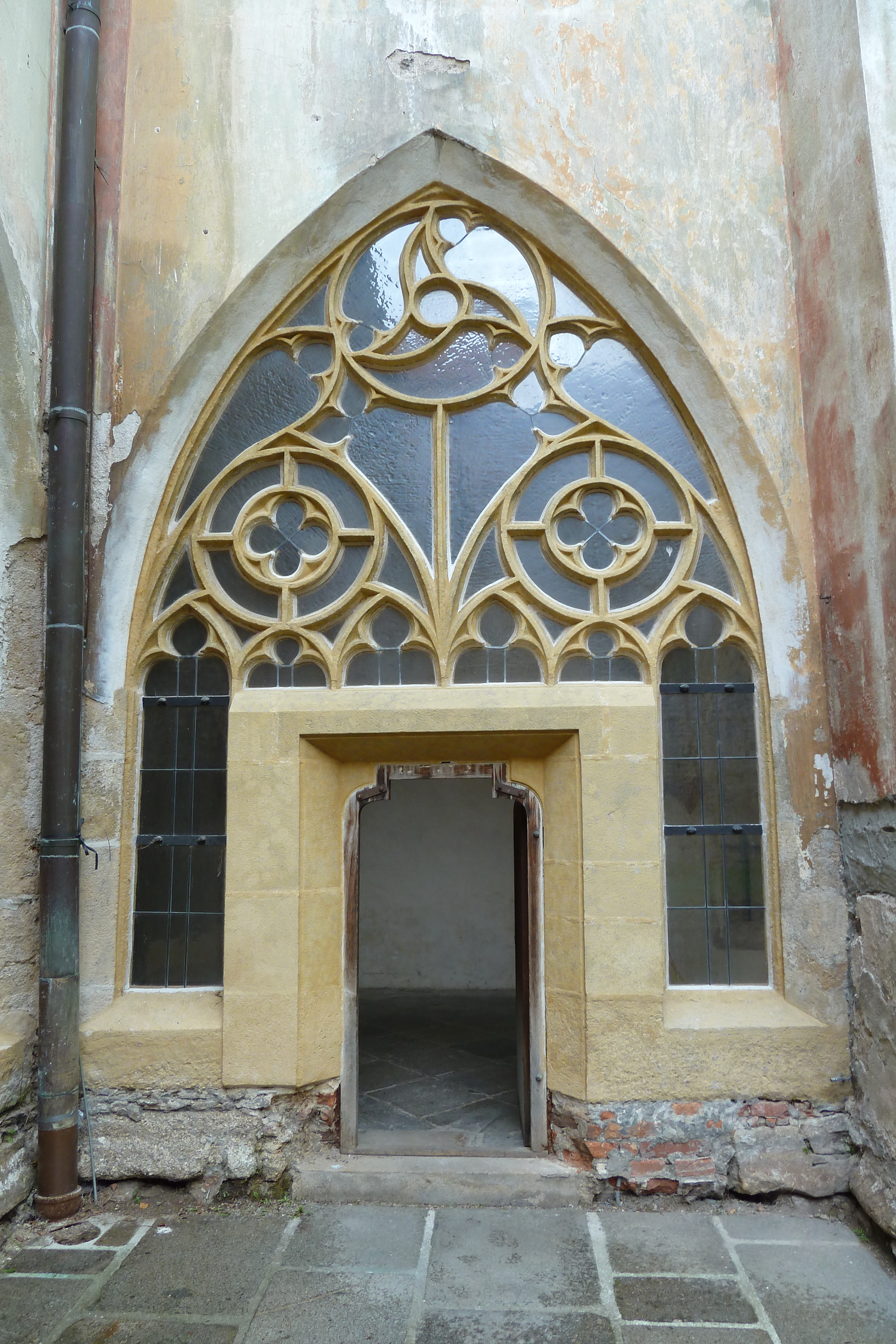
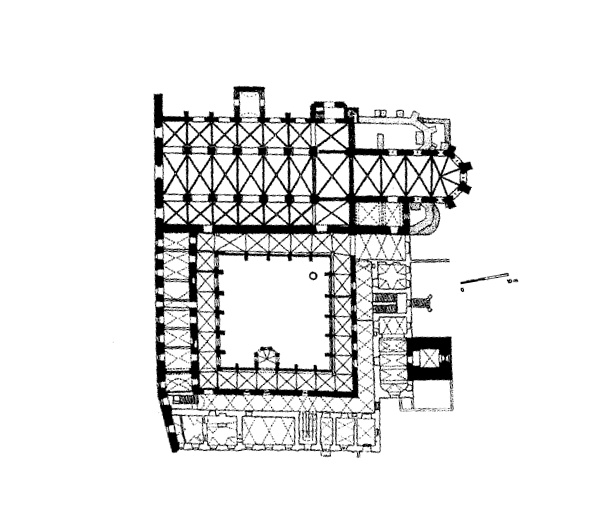

修道院内最重要的壁画描绘的是圣母，捷克布杰约维采的主保圣人。